# Sierra de Cádiz (aceite)
Sierra de Cádiz es una denominación de origen protegida (DOP) para los aceites de oliva vírgenes extra que, reuniendo las características definidas en su reglamento, hayan cumplido con todos los requisitos exigidos en el mismo. 

## Zona de producción
La zona geográfica que comprende la Denominación de Origen Sierra de Cádiz está constituida por los terrenos ubicados en los términos municipales de Olvera, Setenil de las Bodegas, Alcalá del Valle, Torre Alháquime, Algodonales, El Gastor, Zahara de la Sierra, de la provincia de Cádiz, y Coripe y Pruna, de la provincia de Sevilla.

## Variedades aptas
Para la elaboración de los aceites protegidos por la Denominación de Origen Sierra de Cádiz se emplean exclusivamente las siguientes variedades de aceituna: Lechín de Sevilla, Manzanilla, Verdial de Huévar, Verdial de Cádiz, Hojiblanca, Picual, Alameña de Montilla y Arbequina. De estas variedades de aceituna se considera principal la Lechín, por ser la más representativa de las características específicas del aceite de la Denominación de Origen y la que aporta con su participación muchas de sus cualidades diferenciales. 